# Chrobry Szlak
Chrobry Szlak – główne pismo Narodowych Sił Zbrojnych w Okręgu V Kieleckim, wychodziło od końca grudnia 1942 r. do 5 stycznia 1945 r.
Było wydawane wspólnie przez lokalne struktury Stronnictwa Narodowego i NSZ. Możliwe, że w jego redagowaniu uczestniczyli też miejscowi działacze Grupy „Szańca”. Początkowo pismo wychodziło jako miesięcznik, a następnie dwutygodnik. Było drukowane w formacie A5. Szefem redakcji był Jan Golka ps. „Klemens”, pełniący jednocześnie funkcję szefa Oddziału VI Oświatowo-Wychowawczego Komendy Okręgu. Ukazywał się także – odbijany na powielaczu – dodatek pt. Dodatek do Chrobrego Szlaku, który wyszedł kilka razy w ciągu 1943 r. Po rozłamie w NSZ na tle scalenia z AK w kwietniu 1944 r., redakcja pisma podporządkowała się tej części NSZ, która weszła do AK. W niektórych opracowaniach pismo funkcjonuje jednak jako organ NSZ-ZJ. W II poł. 1944 r. „Chrobry Szlak” był wydawany wspólnie z wychodzącym w Kielcach innym pismem „Sztafeta”. Zachował jednak odrębną winietę i ciągłość numeracji. Docierał do lokalnych struktur NSZ i AK, a także nawet do oddziałów partyzanckich w terenie (np. do oddziałów AK Jana Piwnika ps. „Ponury”, Mariana Sołtysika ps. „Barabasz”, czy Brygady Świętokrzyskiej NSZ).